# Sportåret 1800

## Händelser

### Boxning

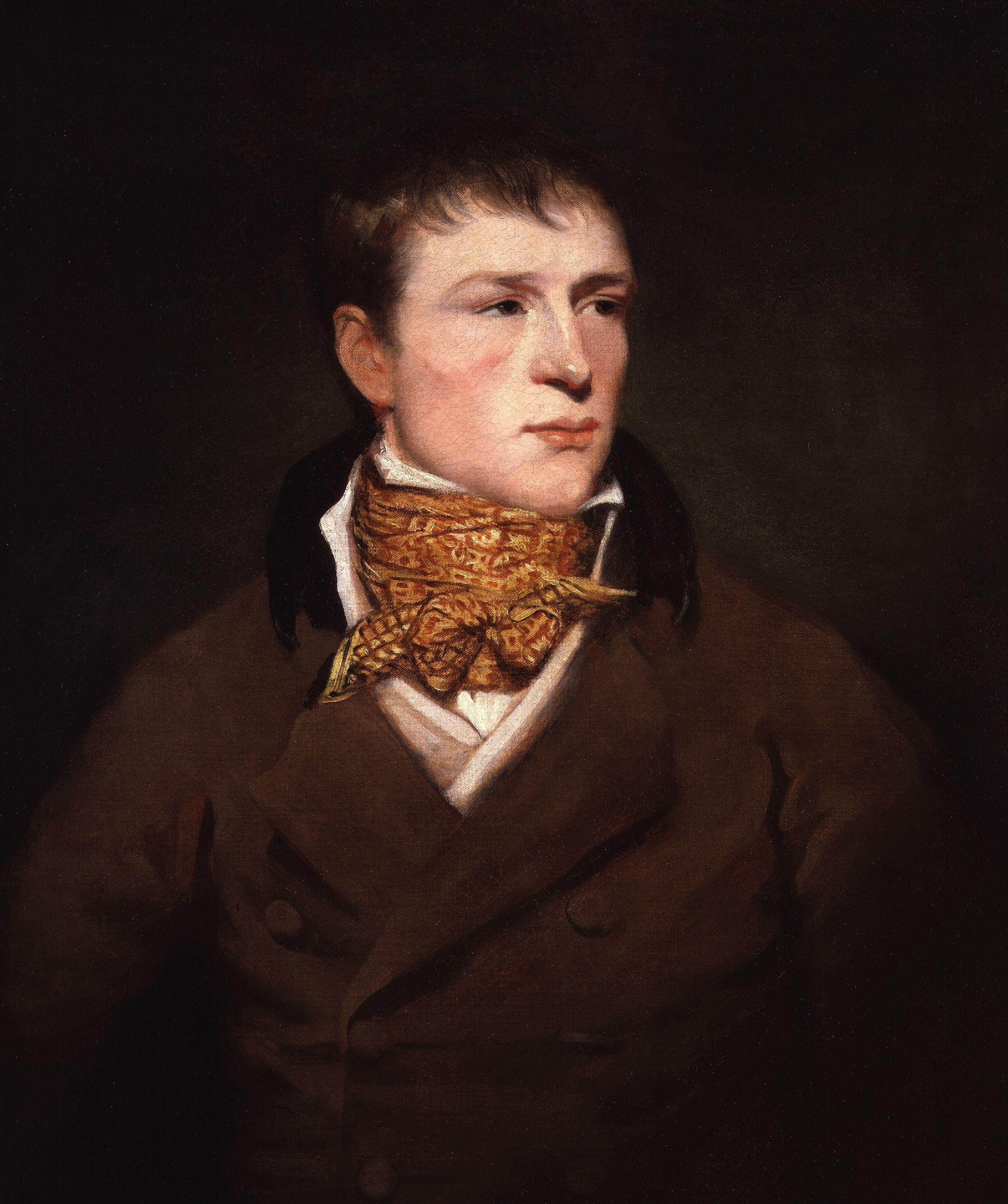
Jem Belcher.

- 7 januari – Jack Bartholomew möter Jem Belcher i St George's Fields. Matchen varar i 40 minuter över 51 ronder och slutar oavgjord. Bartholomew behåller därmed den engelska mästerskapstiteln i tungvikt.[1]

- 15 maj – Jem Belcher besegrar Jack Bartholomew i Finchley Common och tar därmed över den engelska mästerskapstiteln i tungvikt. Matchen varar i 20 minuter över 17 ronder.[2]

- 22 december – Jem Belcher besegrar Andrew Gamble i Wimbledon Common och försvarar därmed sin engelska mästerskapstitel i tungvikt. Matchen varar i tio minuter över fem ronder.[2]